# إمامة القوقاز
إمامة القوقاز المعروفة أيضاً باسم الإمامة القوقازية تشير إلى الدولة التي أسسها أئمة داغستان والشيشان خلال أول ومنتصف القرن التاسع عشر في شمال القوقاز، لمحاربة الإمبراطورية الروسية خلال حرب القوقاز.

## التأسيس
أسست الإمامة تحت ظروف ظهرت عند الشعوب الأوروبية الأخرى قبل آلاف السنين، لم ينفصل الأئمة القوقازيون من دولة أخرى أو أعادوا تسمية نفسهم بعد إسقاط حكومة سابقة، وجدت الإمامة في مكان حيث لم يكن هناك أي حكومة سابقة غير الغزاة الروس الذين جاءوا من حين لآخر أو زعيم غني يأخذ السلطة على وادي صغير. ظل القوقاز الشمالي خلال القرن الثامن عشر والقرن التاسع عشر مهيمن إلى حد كبير من قبل القبلية التي تعمها الفوضى.
لكن أحضر بداية القرن الثامن عشر تغيرات في طرق القبلية عند القوقازيين الشماليين، مع الظهور والاصطدام بين الديانات. كانت ديانة شعوب شمال القوقاز وثنية، واحتفلوا بأديان الفانيخ. ولكن مع تأثير التجار الصوف المسلمين في داغستان، انتشرت الصوفية سريعاً بين الداغستانيين، الأفريين والشيشانيين، وفي النهاية الشركس (الأديغة) والإنغوش أيضاً. جاء تأثير روسي بالمسيحية إلى القوقاز أيضاً، اعتنق الأوسيتيين والقبرديين الروسية الأرثوذكسية، ففصل شعبين بين شطري الإمامة.
بدأ السكان المسلمون الجدد بأن يظهر لديهم حس بأهميتهم كشعب ذو لغة ودين مشترك ضد النفوذ الروسي، فدعوا إلى الجهاد ليوحدوا المسلمين في شمال القوقاز وينقذوا الشريعة. كان هناك إمامان قادا تلك الثورة
الإمام غازي محمد والإمام شامل، حيث شرعا في بدء الغزوات التي دعوا إليها بمحاولة الاستيلاء على عاصمة خونزا من خان باكو-بيكهي عام 1827. فشل الهجوم، بخيبة أمل انتظر الأئمة مختلف القبائل المسلمة للقبول على هجوم آخر. في 1828، هاجم الإمامان مرة أخرى، في شمال داغستان هذه المرة، ونجحوا في الهجوم.
الروس الذين حكموا شمال داغستان ذلك الوقت، كانوا متعودين على القتال في ساحات المعارك المفتوحة في أوروبا في وضعيات مصطفة بدلاً من غابات القوقاز الكثيفة، فلذلك لم يكونوا مستعدين لتكتيكات الإمامين المعتمدة على حروب العصابات، مما أدى إلى فوز شامل وغازي. لكن هذا العمل أدى إلى إشعال حرب القوقاز، حرب بين الإمامة وروسيا أدت إلى حصول الإمبراطورية الروسية على كامل القوقاز.
هنا تشكلت الإمامة، مع تعيين غازي نفسه أول رئيس لها. الحكومة العليا للإمامة، الديوان، تألف من علماء وطلاب المسلمين الصوفيين مع ملازمي شامل العسكريين، نوابه.

## التوسع
خلال الحرب أخذت الإمامة الدعم من القبائل المسلمة الأخرى، فتكونت في النهاية من الشيشان، أجزاء من إنغوشيا، باقي داغستان خلال فترة إمامة الإمام شامل. القبائل المسلمة الغربية، الأديغية، وقعت تحت سيطرة الإمامة في عهد الإمام شامل، لكن ظهرت مشكلة مع ظهور المساندين للروس الأوسيتيين والقبرديين المسيحيين الذين كانوا بين قبائل شامل الغربية والشرقية، لذلك تمت إدارة هذه القبائل من قبل النواب الذين سافروا للغرب بدلاً من الديوان.

## السياسة
كان الإمام غازي محمد أول رئيس للإمامة، الذي حكم من 1828 حتى 1832، لحقه حمزة بيك بعد أربع سنوات، لكن عندما قتل على يد عصابة تضمنت الحج مراد عام 1834، أصبح شامل ثالث إمام. بلغت الإمامة ذروتها في عهد الإمام شامل، لتغطي كامل شمال القوقاز المسلم.
كانت الإمامة بلداً عسكرياً، فقد أنشئت وهي في حالة حرب. كانت سياساتها متعلقة دوماً بانتشار الإسلام أو بالحرب القوقازية. حيث كان دائماً الناس في مجلسها علماء مسلمين أو نواب عسكريين.

## الحرب واستسلام الإمامة
في بداية الحرب مع روسيا انتصرت الإمامة أكثر من مرة، لكن روسيا لم تأخذ الحرب بشكل جدي. لم يكترث الشعب الروسي كثيراً للمقاومة الصغيرة الواقعة على الحدود بعد فوزهم الساحق على جيش نابليون. لكن القوقازيين وصلوا إلى نقطة حيث هزموا الروس بشكل كافي ليبدأوا بشن هجوم على نطاق واسع. في 1832، قاد شامل وغازي هجوماً فاشلاً على فلاديكافكاز، حيث كان هناك حصن روسي عسكري مسمى بوقاحة «حاكم القوقاز». رد الروس بشن هجوم على ما كان قريباً من عاصمة الإمامة، غيمري. هذا أدى إلى استيلاء الروس على المدينة وموت غازي محمد، يقال أن شامل هو الشخص الوحيد الذي استطاع الهروب من المعركة حياً، الذي ذهب بعد ذلك هرباً ليختبئ من الروس، حيث ظن الجميع أنه ميت.
بغياب شامل، حكم إمام يدعى حمزة بيك الإمامة. لعب حمزة بيك دوراً في جلب الأمان لخانات الأفار من الإمامة، كان منذ ذلك نائبا لشامل وغازي. عاد شامل بعد سنة فقط ليجد حمزة بيك نفسه اغتيل من نفس خانات الأفار الذين كان يحميهم. مع عدم وجود أي شخص آخر ليحكم الإمامة تولى شامل الحكم ليصبح ثالث إمام. حيث أصبح شامل أعظم الأئمة بأشواط، وحكم مدة 27 سنة. حيث غزا شامل القبائل الغربية المسلمة، وحول قرى صغيرة متنازعة إلى بلد موحد. لكنه شهد أيضاً خسائر كبيرة لشعبه، خاصة في حصار أخولجو حيث خسر حوالي 4500 من شعبه. استمر شامل في الحكم حتى 1859، حين قدم إمبرطور روسيا خياراً لشامل يتمثل في استسلام سلمي، حتى أنه أصبح ضيفاً على القصر الملكي. وفق شامل بسبب التضحيات الكثيرة التي قدمها شعبه، والإمامة لم تعد موجودة.

## الإمامة الرابعة
بعد الثورة الروسية (1917)، قامت محاولة لإعادة بناء الإمامة من قبل أحد نواب شامل، نجم الدين (يقرأ باللغة الروسية: نجم الدين غوتسينكي). يأتي هذا الاسم من مستوطنة غوتسو الداغستانية. بمساعدة من تركيا، خلال مارس-أبريل 1918، عين إماماً رابعاً على شمال القوقاز وعزل السلطة السوفييتية، لكن سرعان ما تمت هزيمته من قبل السوفييت.

## المرجع
المقالة ترجمت من ويكيبيديا الإنكليزية: Caucasus Imamate
للمراجع انظر:
Caucasus Imamate#References